# Espluga de Cuberes
Espluga de Cuberes es un antiguo pueblo, actualmente despoblado, del municipio de Bajo Pallars, en la comarca leridana del Pallars Sobirá. Construido aprovechando las paredes de una concavidad, en un precipicio de la vertiente S de la sierra de Cuberes, sobre el barranco del Infierno, está situado en el sector más meridional del municipio, llegándose a él a través de pistas y senderos de montaña. Además de los restos de las viviendas también hay los de la iglesia de Santa Coloma de l'Espluga.

## Santa Coloma de l'Espluga
Se trata de una iglesia románica troglodítica construida en un extremo de una cavidad alargada formada en la roca. Este lugar (Speluncha) ya es nombrado en 1173 al estar incluido entre las donaciones que al monasterio de Gerri hicieron los condes Artal II y su hermano Guillem.
En su edificación se aprovechó la roca como muro N y cubierta, siendo obra humana el ábside, la pared S y la fachada O, donde se sitúa la entrada al templo. Es una construcción de una sola nave de planta rectangular, de unos 12 m de longitud, con un ábside semicircular en el que se abre una ventana. Para facilitar la iluminación interior hay otras tres ventanas abiertas al exterior. Unas peculiares ornamentaciones lombardas en su interior permiten suponer su construcción en el siglo XI, sin excluir una fecha ligeramente posterior.

## Espluga de Cuberes en el Madoz
Espluga de Cuberes aparece citado en el Diccionario geográfico-estadístico-histórico de España y sus posesiones de Ultramar, obra de Pascual Madoz. Por su gran interés documental e histórico, se transcribe a continuación dicho artículo sin abreviaturas y respetando la grafía original.

ESPLUGA: lugar con ayuntamiento en la provincia de Lérida (27 y ½ horas), partido judicial de Sort (5), audiencia territorial y capitania general de Cataluña (Barcelona 45), Abadiato de Gerri (2): SITUADA: al pie de la elevada montaña de Pentina, en dirección este: le combaten los vientos de este y sur, y el CLIMA muy frio, produce inflamaciones y catarros. Tiene 6 CASAS y los niños concurren á la escuela de Gerri: la iglesia parroquial (Santa Coloma), está servida por un cura párroco de provisión del ordinario en concurso general: junto al pueblo hay una fuente de buena calidad, de la cual se surten los vecinos. Confina el TÉRMINO: norte Gerri (3 horas); este con el mismo (á 2 y ½) ; sur Ortoneda (á 3) y oeste con la casa del Frasba á igual distancia: se halla en esta jurisdiccion, una ermita dedicada á Nuestra Señora de Esplá, distante una hora, en una llanura sobre la montaña que hay por el lado este denominada de Pentina: también está comprendido en la misma el manso de Salduga á ¼ de hora, y las casas de Cuberes ó bordas del mismo nombre inhabitadas la mayor parte del año, como puede verse en su respectivo articulo, El TERRENO áspero y montañoso en general es de inferior calidad, atravesando por él, el torrente llamado del infierno que nace en la montaña de Cuberes á hora y ½, y cuyas aguas no pueden aprovecharse para el riego, por la profundidad de su cauce: la nombrada montaña de Cuberes, poblada de altos pinos y otros árboles para madera de construcción, fué de propiedad del Abadiato de Gerri, hoy de la nación, y se halla en la parte norte del pueblo, á cuya falda se encuentra situado el lugar: el único CAMINO que hay dirige á Gerri, en mal estado, de cuyo punto se recibe la CORRESPONDENCIA dos ó tres veces á la semana. PRODUCTOS: un poco de trigo, centeno y patatas; se cria ganado lanar y vacuno , y hay caza de liebres, conejos y abundantes perdices. INDUSTRIA y COMERCIO: la primera consiste en la recria del ganado, y el segundo en la importación de vino y aceite y extracción de algún ganado. POBLACION: 4 vecinos, 21 almas. CAPITAL IMPONIBLE: 2838 reales. CONTRIBUCION: el 14'28 por 100 de esta riqueza. PRESUPUESTO MUNICIPAL: 400 reales, que se cubren por reparto vecinal, de los cuales 40 se pagan al secretario del ayuntamiento.